# 本德尔本杰山
本德尔本杰山是位于印度北部北阿坎德邦加瓦尔专区北卡什县加瓦尔喜马拉雅山脉的一大高峰，它在印地语的字面意思是“猴子尾巴” 。本德尔本杰山有双峰：本德尔本杰-I（6316米）和本德尔本杰-II（又称白峰，6102米）。
恒河的最大支流亞穆納河发源于本德尔本杰山（Bandarpunch）亚穆纳斯特里冰川（亚姆诺德里冰川），该冰川长约12km。
威廉姆斯少将于1950年率领登山探险队第一次成功登顶本德尔本杰山 ，其队员包括传奇登山家丹增诺盖、 Roy Greenwood中士及夏尔巴向导Kin Chok Tshering。